# Basilianus aequalis
Basilianus aequalis es una especie de coleóptero de la familia Passalidae.

## Distribución geográfica
Habita en Vietnam, Laos, China y Birmania.